# Carlos Gómez Casillas
Carlos Gómez Casillas (16 de agosto de 1952 - 16 de dezembro de 2017) foi um ex-futebolista mexicano que atuava como defensor.

## Carreira
Carlos Gómez Casillas fez parte do elenco da Seleção Mexicana de Futebol, na Copa do Mundo de  1978. 